# ビビっとワイド今小町
ビビっとワイド今小町（ - いまこまち）は岐阜放送ラジオで平日午前のワイド番組である。
タイトルの由来は岐阜放送の本社である、岐阜市今小町に由来するが、2007年11月11日に、岐阜放送の本社がJR岐阜駅前の岐阜シティ・タワー43に移転するため、タイトルが「ぎふチャンビビっとワイド」に変更となる。

## 放送時間
- 毎週月曜日～金曜日　9:00～11:50 (JST)

## パーソナリティ
- 西金之助
- 森下理香（2007年11月から）
- 鶴田美也子（2007年10月から）

### 過去のパーソナリティ
- 伊藤葉子（開始～2007年9月）
- 小畑美奈子（2007年9月～11月）
- さきみき（2007年10月）

## コーナー
- 岐阜バス歌のドライブ（10:30ごろ）
- ビビッと発信!ふるさとリポート（10:10ごろ）
- 高橋佳延の家づくりガチンコ相談室（火曜日のみ10:40ごろ）
- 今日はここから「ビビッとリポート」（11:10ごろ）
- 岐阜新聞ニュース・天気予報（10:50ごろ）

## 備考
- 同番組の開始で岐阜放送ラジオの午前ワイドが午前9:00に早まった。